# Felicitas Rauch
Felicitas Rauch (Hann. Münden, 30 de abril de 1996) é uma futebolista alemã que atua como meio-campista. Atualmente joga pelo North Carolina Courage.

## Carreira nos clubes
Rauch cresceu em Peine -Dungelbeck e começou a jogar futebol com seu irmão em 1999 no TSV Dungelbeck. De 2002 a 2010, ela jogou pelo VfB Peine, consistentemente em times masculinos. Em 2010, ela se mudou para Berlim com sua família, onde se juntou ao departamento de jovens do Turbine Potsdam. Em 2012, ela se tornou vice-campeã alemã com o B-Juniors de Potsdam após uma derrota final por 3 a 2 contra o TSG 1899 Hoffenheim e fez parte do elenco do time da segunda divisão na temporada 2012/13.
Após vencer o 2º campeonato da Bundesliga Norte com esta equipe na temporada 2013/14, Rauch foi promovida ao primeiro time no verão de 2014. Em 21 de setembro de 2014 (terceiro dia), ela entrou como substituta na vitória por 2 a 1 contra o 1. FFC Frankfurt no minuto 81 para Nataša Andonova e assim comemorou sua estreia na Bundesliga. Em 21 de fevereiro de 2019, Rauch anunciou que estava deixando Potsdam após nove anos. Ela assinou um contrato com o VfL Wolfsburg. Em maio de 2022, Rauch estendeu seu contrato com o Wolfsburg até junho de 2025.
Rauch foi adquirida por uma taxa pelo North Carolina Courage em 17 de janeiro de 2024 como substituta de Emily Fox na lateral esquerda. Ela estreou na escalação titular da partida de abertura contra o Houston Dash em 16 de março. Ela marcou seu primeiro gol na NWSL em uma vitória por 4 a 1 fora de casa sobre o San Diego Wave em 8 de setembro.

## Carreira internacional
Rauch estreou pela seleção nacional sub-16 em 2012 e foi usada pela seleção nacional sub-17, entre outras coisas, como parte da qualificação para o Campeonato Europeu de 2013. Depois de perder a qualificação para as finais do Campeonato Europeu de 2014 com a seleção nacional sub-19, ela participou no verão de 2014 com a seleção nacional sub-20 na Copa do Mundo sub-20, que foi realizada no Canadá em agosto. Lá, ela jogou todas as seis partidas do torneio e se tornou campeã mundial com uma vitória por 1 a 0 na prorrogação na final contra a Nigéria.
Em 17 de novembro de 2015, ela foi convocada pela técnica da Alemanha Silvia Neid para a seleção principal para a partida internacional contra a Inglaterra, contra quem fez sua primeira aparição em 26 de novembro de 2015 em um empate sem gols. Ela marcou seu primeiro gol internacional em 3 de setembro de 2019 em Lviv na vitória por 8 a 0 na segunda eliminatória do Campeonato Europeu no Grupo I sobre a Ucrânia, marcando 3 a 0 no minuto 32.
Rauch foi nomeado na seleção alemã para a Euro 2022 pela treinadora nacional Martina Voss-Tecklenburg. A seleção alemã chegou à final, mas perdeu para a Inglaterra e terminou como vice-campeã. Rauch foi usado em cinco jogos. Rauch representou a Alemanha na Copa do Mundo Feminina da FIFA de 2023. Ela apareceu no jogo de abertura contra o Marrocos, mas machucou o joelho durante o treinamento e teve que se retirar do torneio.
Rauch era originalmente uma reserva para a Alemanha nas Olimpíadas de Verão de 2024, mas foi convocada para substituir Sarai Linder no time principal devido a uma doença durante a fase de grupos. Ela começou os cinco jogos restantes pela Alemanha, ganhando uma medalha de bronze.

## Títulos
1. FFC Turbine Potsdam II
- 2. Frauen-Bundesliga: 2013–14

VfL Wolfsburg
- Bundesliga: 2019–20
- DFB-Pokal Frauen: 2019–20, 2020–21

Alemanha
- Jogos Olímpicos: 2024 (medalha de bronze)